# Efecte estèric
L'efecte estèric (o efecte de l'orientació) és un impediment descrit en la química orgànica causat per la influència d'un grup funcional d'una molècula en el curs d'una reacció química. El terme va ser utilitzat des de 1894 per Viktor Meyer, quan observà que algunes reaccions són molt lentes quan en la zona de reacció hi ha grans àtoms o grups. S'ha de tenir en compte que perquè es produeixi una reacció les molècules han de xocar de forma que la seva orientació relativa sigui la correcta.
També es produeix aquest efecte quan un grup substituent interacciona amb àtoms o grups d'àtoms de la cadena en la qual s'inclou modificant alguna de les seves característiques, como el punt d'ebullició.

## Classes d'efectes estèrics
Impediment estèric
Aquest efecte es produeix quan el volum ocupat per part d'una molècula impideix que una altra part d'ella reaccioni. N'és un exemple l'aplicació de les cetones en una reacció Grignard; si s'afegeix metilpropà, la reacció es frena i fins i tot s'atura. Aquest efecte pot ser un problema o pot ser molt útil.
Repulsió estèrica
Un grup d'una molècula és aparentment debilitat o protegit per grups funcionals menys carregats o amb càrrega oposada. [
Atracció estèrica
Quan les molècules tenen formes o geometries optimitzades per a les seves interaccions.

## Efectes estèric i electroestàtic
Els enllaços químics tenen un esquelet bàsic que és la molècula, les quals són fàcilment modificables per forces de repulsió, inclòs l'efecte estèric. L'efecte estèric s'oposa o complementa per la participació d'efectes electroestàtics, com la Inducció electroestàtica, la conjugació, la simetria molecular i les interaccions electroestàtiques.

## Importància
La comprensió de l'efecte estèric és fonamental en la química, la bioquímica i la farmacología. En la química, els efectes estèrics són gairebé universals i afecten, en diversos graus, la majoria de les químiques. En la bioquímica, s'utilitzen sovint en molècules naturals com els enzims, quan el lloc de la catàlisi es pot amagar amb una gran estructura proteïnica. En farmacologia, l'efecte estèric es fa servir per determinar com i en quin nivell actuarà una medecina.